# Vlag van Zuidhorn

Vlag van de gemeente Zuidhorn

De vlag van Zuidhorn werd op 25 mei 1992 vastgesteld als de gemeentelijke vlag van Zuidhorn. Deze vlag bleef tot 1 januari 2019 de vlag van de gemeente, op die datum ging de gemeente op in de nieuwe gemeente Westerkwartier. De beschrijving luidt als volgt:
Een blauwe vlag met op het midden van elk kwartier een gestileerde in de zin van de vlag naar de vluchtzijde vliegende groene vogel (hoogte gelijk aan ¼ vlaghoogte, lengte gelijk aan ca. 5/8 vlaghoogte) en over alles heen op het midden van de vlag een gelijkvormige witte vogel (hoogte gelijk aan ½ vlaghoogte, lengte gelijk aan ca. 5/4 vlaghoogte).

## Verklaring
In mei 1991 boog de gemeente zich over een zevental ontwerpen, nadat al eerder een ontwerp "als zijnde een soort finishvlag" was afgewezen. De suggestie van enkele raadleden om het gemeentewapen op een wit doek te plaatsen werd door burgemeester Leendert Klaassen verwierp die gedachte.
Het was ontwerper Klaes Sierksma van de Stichting voor Banistiek en Heraldiek die in juli 1992 met het definitieve ontwerp kwam. Op een turkoois-blauw veld vier gestileerde groene ganzen die de voormalige gemeenten symboliseren, een grote witte staat voor de nieuwe gemeente. De vogels vliegen naar onbekende verten, een symbool voor de toekomst. Het idee van de oostelijk vliegende ganzen sloeg bij de gemeenteraad aan wegens het historische feit dat Liudger in oostelijke richting vanuit Friesland als eerste in de gemeente Zuidhorn kwam. De vier groene ganzen staan voor de vier voormalige gemeenten Aduard, Grijpskerk, Oldeholve en Zuidhorn die op 1 januari 1990 zijn samengegaan in de huidige gemeente, welke als geheel gerepresenteerd wordt als de grote witte gans. 
Adorp 
· Aduard 
· Appingedam 
· Bedum 
· Beerta 
· Bellingwedde 
· Bierum 
· De Marne 
· Delfzijl 
· Eemsmond 
· Eenrum 
· Finsterwolde 
· Grootegast 
· Haren 
· Hefshuizen 
· Hoogezand 
· Hoogezand-Sappemeer 
· Hoogkerk 
· Kloosterburen 
· Leek 
· Leens 
· Loppersum 
· Marum 
· Menterwolde 
· Muntendam 
· Nieuwe Pekela 
· Nieuweschans 
· Oldekerk 
· Oosterbroek 
· Oude Pekela 
· Reiderland 
· Sappemeer 
· Scheemda 
· Slochteren 
· Stedum 
· Ten Boer 
· Termunten 
· Uithuizen 
· Uithuizermeeden 
· Ulrum 
· Vlagtwedde 
· Warffum 
· Wildervank 
· Winschoten 
· Winsum 
· Zuidhorn